# لافرلوتشري (كيبك)
لافرلوتشري (كيبك) (بالإنجليزية: Laverlochère, Quebec)‏ هي بلدية محلية في كيبيك تقع في كندا في بلدية مقاطعة تميسكامينغ الإقليمية ‏. يقدر عدد سكانها بـ 1,022 نسمة ومساحتها 106.80 كم2 .